# 廣中平祐
廣中平祐（日语：／ Hironaka Heisuke，1931年4月9日—），日本数学家，出生于日本山口县玖珂郡由宇町（現岩國市）。日本学士院会员。1970年由于其在代数几何上的成就获得菲尔兹奖。

## 家族
廣中平祐的夫人，为曾任日本环境厅长官的广中和歌子。

## 生平
- 1954年毕业于日本京都大学理学部。
- 1960年获得哈佛大学博士学位。
- 1970年9月3日，被授予菲尔兹奖。
- 1996年-2002年任日本山口大学校长。
- 2003年任创造学园大学（予2004年开学）首任校长。

## 轶事
广中有一次用日本俳句诗人小林一茶(Kobayashi Issa)为笔名投稿。其结果是，在复变函数论中多了一个一茶定理(Issa's Theorem)。